# Marcelo Díaz García
Marcelo Díaz García (Villasequilla, Toledo, 14 de abril de 1950) es artista plástico y escritor, principalmente escultor y poeta.

## Biografía
Marcelo Díaz estudió Magisterio en Toledo y Psicología en Barcelona. Comenzó su actividad escultórica en 1971 en Cardona, que prosiguió en Moncada y Reixach,  y desde 1978 en Villarreal; también ha vivido un año en Serbia. Ha sido maestro de Enseñanza Primaria, profesor de Dibujo de Enseñanza Secundaria, e inspector de Educación.
Dentro de su visión humanística de las cosas, la poesía y la escultura son para él dos maneras de mostrarse a partir de un mismo motivo, principalmente emocional, de forma que muchas de sus esculturas se relacionan con poemas que transmiten las mismas vivencias. Es un artista polifacético que ha cultivado además la pintura, la novela, el teatro y el cine.

## Obra literaria

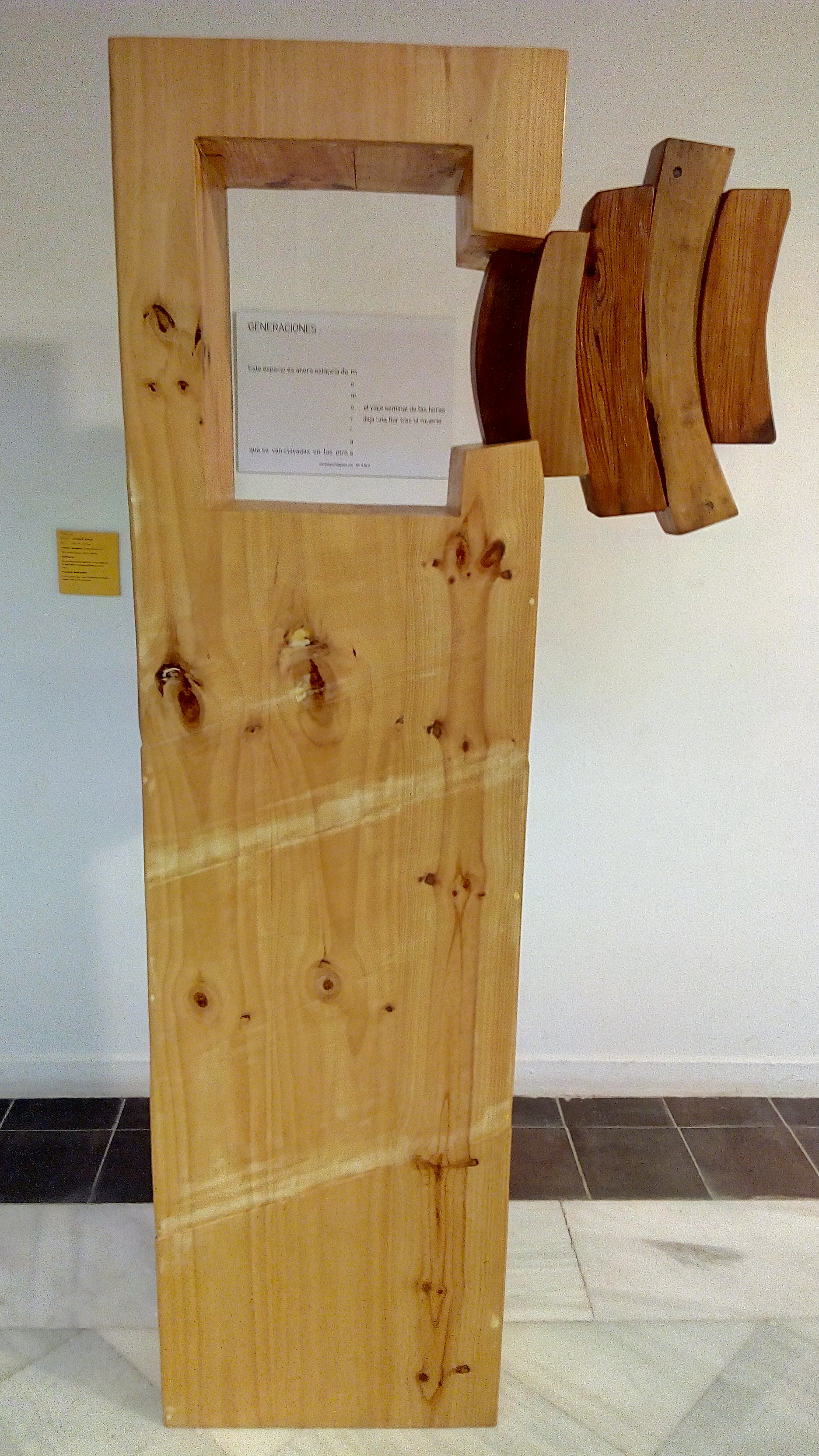
Generaciones: Escultura y poema.

### Poesía
Según la crítica literaria Anna Rosell, Marcelo Díaz  practica una poesía de la conciencia, ligada a sus sentimientos íntimos y a su compromiso social. Como creador con la palabra, practica la deconstrucción y la composición, la ambigüedad sintáctica, y la combinación inusitada de palabras. A lo largo de su obra poética, depura el lenguaje para llegar al núcleo de la palabra, creando así un universo metafórico que, si bien se nutre de símbolos universales, él moldea para expresar su propio mundo en una clave personal. Entre sus libros de poesía se cuentan:
- Forja de mar: Poemas de la posesión terrena. Villarreal: Madrigal, 1982.
- Gozne devenido: Poemas de la posesión debida. Villarreal: Madrigal, 1988.
- Ágora. Villarreal: Madrigal, 1992.
- Continente de auroras. Madrid: Huerga & Fierro, 1996.
- Lindario. Madrid: Huerga & Fierro, 1999.
- 25, un tiempo menor. Castellón: Ediciones Intrépidas, 2002.
- A tiempo. Castellón: Generalitat Valenciana, 2005.
- Viaje sin memoria. Alcalá de Henares: Ayuntamiento, 2009.
- Mapa de costas. Madrid: Huerga & Fierro Editores, 2011.
- Sin cielo, sin cieno. Madrid: Huerga & Fierro, 2012.
- A tiempo II. Villarreal: Akane Studio, 2014.
- Criar la luz. Madrid: Huerga & Fierro, 2017.
- Los aleros bermejos. Villareal: Ediciones Intrépidas, 2019.
- Humanos S.A. Villareal: Ediciones Intrépidas, 2020.
- Acuántida. Villareal: Ediciones Intrépidas, 2022.
- Lignarión. Villareal: Ediciones Intrépidas, 2022.

Poemas suyos figuran además en diversas obras colectivas y antologías de ámbito nacional e internacional.

### Novela
- Amarinte (mayo). Madrid: Huerga & Fierro, 1997.

### Literatura infantil
- Poemas del aire y el mar: con propuestas para disfrutar, jugar y aprender... trabajando. Con ilustraciones de Tica Godoy. Castellón: Urania, 2012.
- Luly’s: una amiga... que sorprende. Ilustrado por Shycheeks. Castellón: Ediciones Intrépidas, 2014.

## Obra plástica

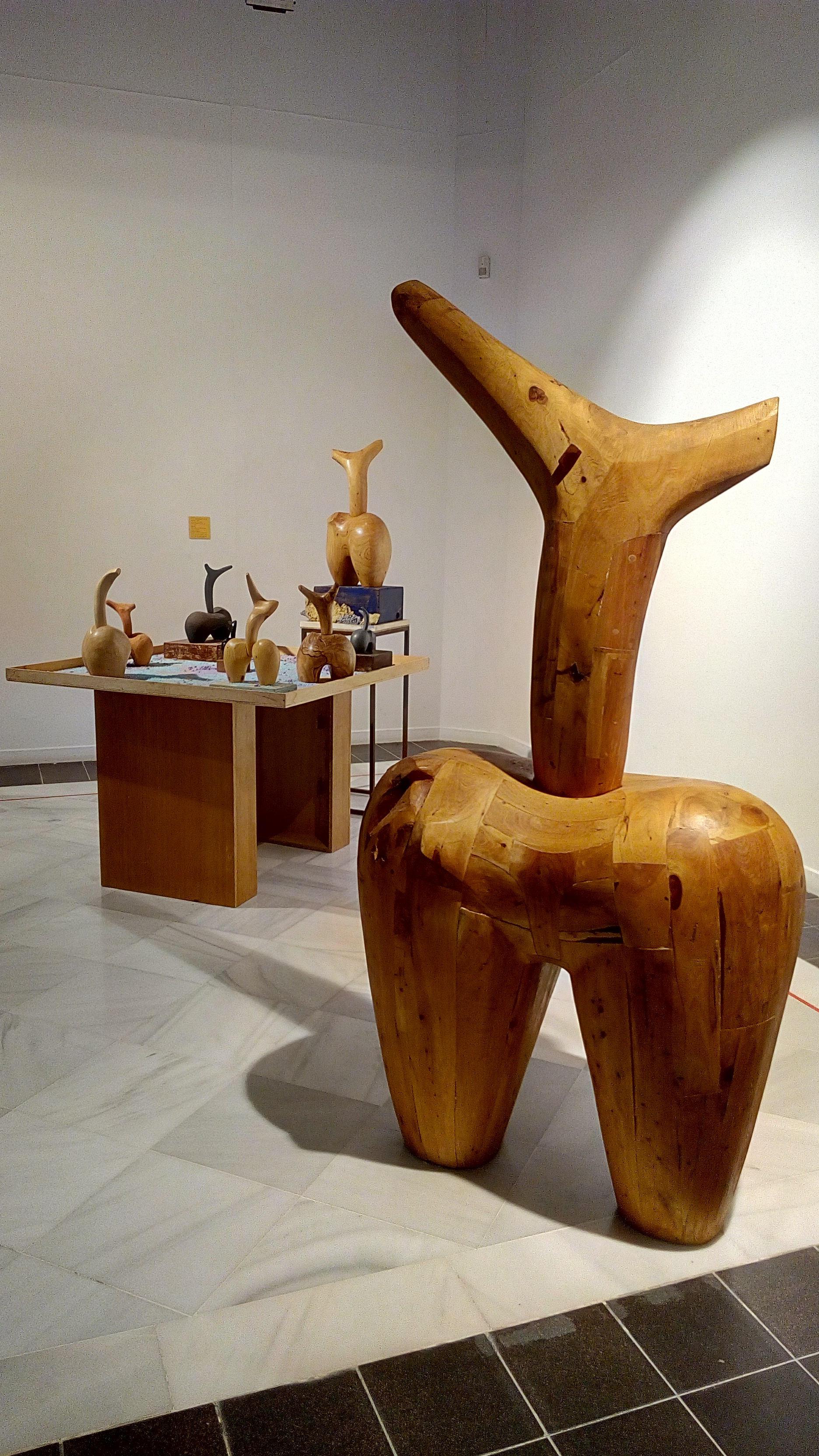
Amari, la mujer arcángel.

La obra escultórica en madera de Marcelo Díaz aúna la abstracción y la belleza plástica, sacando partido de nudos, vetas, fibras, texturas, colores, etc. También emplea materiales como cerámica, metales, gres, hierro, piedra y hormigón, sobre todo en obras de gran tamaño. Él mismo ha señalado que trata de «representar una armonía plástica, equilibrada, que desemboca en el anhelo de una auto-expresión básicamente emotiva, lírica, poética, de la visión del hombre o, incluso, de mis propias vivencias internas». Así lo recoge el profesor de Arte Pascual Patuel, quien describe el fondo temático común de su obra plástica como la relación humana como utopía, basada en el vínculo interpersonal y colectivo, para escapar a la soledad y a la insolidaridad.
Desde 1978, su obra ha sido objeto de más de veinte exposiciones individuales en Madrid, Barcelona, Castellón, Toledo y en otras localidades de esas provincias, en Valencia, en Denia (Alicante), en Ibiza, en Vitoria, en Morlaix (Francia) y en Nueva York (EE. UU.). Ha participado además en más de veinte exposiciones colectivas en Francia, Bélgica, Italia, Polonia, Serbia y España (Comunidad Valenciana, Cataluña, Andalucía e Islas Baleares). Se exponen obras suyas en más de veinte lugares públicos de España (Castellón, Valencia Teruel), Serbia (Museo Terra de Kikinda), Chile (Museo de la Solidaridad Salvador Allende), etc.

## Premios y reconocimientos
Entre los premios y reconocimientos recibidos cabe señalar:
- Premio Ciudad de Alcalá de Poesía por Viaje sin memoria en 2008.[7]
- Medalla de Plata en el XVl Premio Nacional de Escultura de Guadalajara en 1988.
- Premio Ribalta de la XLI Exposición y Concurso Nacional de Arte de Segorbe en 1984.
- Premio Nacional de Escultura de Valladolid en 1983.
- Primer Premio de Escultura en la XXXV y en la XXXVI Exposición Nacional de Arte de Segorbe en 1978 y 1979.[8]